# City of Wollongong
City of Wollongong är en kommun (Local government area) i Australien. Den ligger i delstaten New South Wales, i den sydöstra delen av landet, omkring 63 kilometer sydväst om delstatshuvudstaden Sydney. Antalet invånare var 203 630 vid folkräkningen 2016. Kommunen har sitt säte i staden Wollongong. Kommunen består i huvudsak av Wollongong, dess förorter och den närmast omgivande landsbygden.
Följande samhällen finns i Wollongong:
- Wollongong
- Dapto
- Berkeley
- Corrimal
- Fairy Meadow
- Helensburgh
- Bulli
- Cordeaux Heights
- Port Kembla
- West Wollongong
- Koonawarra
- Keiraville
- East Corrimal
- Lake Heights
- Mangerton
- Gwynneville
- Cringila
- Coniston
- Mount Ousley
- Mount Saint Thomas
- Mount Keira
- Brownsville
- Otford
- Coalcliff